# Circonscription de Mao Komo Special
La circonscription de Mao Komo Special est une des 9 circonscriptions législatives de l'État fédéré Benishangul-Gumaz, elle se situe dans la Zone Asosa. Son représentant actuel est Anglu Jema Weshola.